# كأس العالم لكرة الطائرة للرجال
كأس العالم للكرة الطائرة للرجال FIVB هي مسابقة دولية للكرة الطائرة تنافس عليها الفرق الوطنية لكبار اللاعبين من أعضاء Fédération Internationale de Volleyball (FIVB)، الهيئة الحاكمة العالمية للرياضة.
البطل الحالي هو البرازيل، التي فازت بلقبها الثالث في بطولة 2019 .
يتضمن الشكل الحالي للمسابقة 12 فريقًا، بما في ذلك اليابان الدولة المضيفة المؤهلة تلقائيًا، التي تتنافس في مرحلة البطولة للحصول على اللقب في أماكن داخل الدولة المضيفة على مدى أسبوعين تقريبًا. كأس العالم (باستثناء نسخة 2019) تعمل كأول حدث تأهيل للألعاب الأولمبية في العام التالي حيث يتأهل الفريقان.
وقد فازت بطولات كأس العالم الـ 14 بستة فرق وطنية مختلفة. فازت روسيا ست مرات (أربع الاتحاد السوفيتي). والفائزون الآخرون في كأس العالم هم البرازيل بثلاثة ألقاب. الولايات المتحدة مع 2 ألقاب. وكوبا وإيطاليا وألمانيا (مثل ألمانيا الشرقية)، مع عنوان واحد لكل منهما.
لا ينبغي الخلط بين هذه البطولة وبين بطولة العالم للكرة الطائرة للرجال FIVB .

## التاريخ
أولاً تم لعب البطولة في العام التالي للألعاب الأولمبية، باستثناء عام 1973 عندما لم يتم عقد البطولة، ولكن منذ عام 1991 تم منح كأس العالم في العام السابق للألعاب الأولمبية.

## ملخص الميداليات
*   البلد المضيف (مضيف)
| المرتبة | فريق    | ذهبية | فضية | برونزية | المجموع |
| ------- | ------- | ----- | ---- | ------- | ------- |
| المجموع | المجموع | 0     | 0    | 0       | 0       |

## MVP حسب الإصدار
- 1995 - -  Andrea Giani (ITA)
- 1999 - -  Roman Yakovlev (RUS)
- 2003 - -  تاكاهيرو ياماموتو (JPN)
- 2007 - -  جيبا (BRA)
- 2011 - -  ماكسيم ميخايلوف (RUS)
- 2015 - -  Matt Anderson (USA)
- 2019 - -  Alan Souza (bra)

## روابط خارجية
- FIVB